# Georg Friedrich Händel
Georg Friedrich Händel (po krstni knjigi Georg Friederich Händel, anglicirano George Frideric Handel), nemško-angleški skladatelj, * 23. februar 1685, Halle (Saale), Nemčija, † 14. april 1759, London, Anglija.
Njegov opus obsega 42 oper in 25 oratorijev – med njimi Mesijo s svetovno znano »Alelujo« –, cerkveno glasbo za angleški dvor, kantate in številna orkestralna, komorna in klavirska dela. Händel, čigar umetniško delo zajema vse zvrsti njegovega časa, je bil hkrati tudi aktiven gledališki impresario. Velja za enega najbolj plodovitih in vplivnih glasbenikov v zgodovini.

## Življenjepis

### Mladost
Skladateljev oče Georg (1622–1697) je bil brivec in ranocelnik. Bil je dvorni kirurg vojvode Saškega - Weiβenfels. Ko je očetu Georgu umrla prva žena (1682), se je po kratkem času oženil z 32-letno Dorotheo Taust (1651–1730), ki je bila hči župnika. Prvi otrok tega zakona je kmalu umrl (1684). Po Georgu Friedrichu pa sta se rodili še dve deklici: Johanna Christina (1690–1709) in Dorothea Sophia (1697–1718). Skladatelj je z njima in njunimi otroki vzdrževal stike.
Edini pravi vir za skladateljevo mladost je življenjepis, ki temelji na pripovedi Händlovega dolgoletnega asistenta Johna Christopherja Smitha, napisal pa ga je John Mainwarings (1760). Še predno je bil Händel star osem let, ga je oče vzel s seboj na obisk svojega sina iz prvega zakona, ki je služboval na dvoru Weiβenfelsov, kot komornik. Skladatelj je za to pot dolgo moledoval. Na dvoru se je hitro spoznal in spoprijateljil z glasbeniki, ki so mu dovolili igrati na orgle. Vojvoda ga je nekega dne slučajno slišal igrati in takoj spoznal njegovo velikansko nadarjenost. Resno se je pogovoril z njegovim očetom in mu predlagal fantovo šolanje. Argumenti vojvode so omehčali nenavdušenega očeta, ki za glasbo ni imel nobenega smisla ne interesa. Tako je mladi Georg Friedrich po vrnitvi domov v Halle dobil glasbenega učitelja Friedricha Wilhelma Zachowa, ki je bil organist v cerkvi Naše ljube gospe v Halleju. Začel ga je poučevati kompozicijo, instrumente s tipkami, pa tudi oboo in violino. Vzpodbujal je njegov neverjeten apetit po pisanju ogromnih količin vokalne glasbe in tako je še kot otrok napisal vsak teden en motet.
Ko je bil star 12 let, je dobil priložnost, da svoje spretnosti in znanje pokaže na berlinskem dvoru, kjer je zapustil izjemen vtis. Brandenburški knez – kasnejši kralj Friderik I. Pruski mu je ponudil službo.
Različni podatki pa kažejo na možnost, da je bil Georg Friedrich v Berlinu leto ali več kasneje. Skladateljev oče je leta 1697 umrl. Vseeno je mladenič nadaljeval s šolanjem in ga končal. Takoj nato se je vpisal na takrat ustanovljeno univerzo v Halleju, kjer je študiral pravo. Še istega leta (1702) se je zaposlil kot orglinist stolnici.

### Hamburška leta
Po enem letu uvajanja je odšel kot nadarjeni samostojni glasbenik v Hamburg. Tam je pod vodstvom Reinharda Keiserja cvetela edina nemška operna hiša, ki si je takšno ime zaslužila. Zasedel je mesto drugega violinista v orkestru, kmalu pa je prevzel pomembnejše mesto čembalista. Navezal je prijateljske stike s komponistom, dirigentom in pevcem Johannom Matthesonom, ki je kasneje napisal nekaj pomembnih glasbeno teoretičnih del kot na primer Das neu - eröffnete Orchesteren in Grundlage einer Ehrenpforte. V tem času se je pokazala priložnost za obetavno delo v Lübecku, kjer se je ostareli mojster Dietrich Buxtehude odpravljal v pokoj. Na pot sta se odpravila skupaj z Matthesonom, vendar nista vedela, da je služba organista povezana s poroko starejše Buxtehudejeve hčere. Ta pustolovščina se je 'srečno' končala, naslednja pa bi lahko imela drugačne posledice. Ob premieri Matthesonove opere Cleopatra v Hamburgu, je Händel iz neznanega razloga zavrnil mesto dirigenta in se vrnil na običajno mesto čembalista. Mattheson je v lastnem delu pel vlogo Antoniusa. Spor med glasbenikoma se je razširil tudi zunaj gledališča. Sčasoma se je polegel in v naslednjem obdobju sta sodelovala in ostala prijatelja. Iz Matthesonovih kasnejših zapiskov pa lahko marsikaj izvemo o Händlu.
Za veliki petek 1704 je Händel uglasbil Pasijon po Janezu na besedilo opernega libretista Christiana Postela. Mattheson je delo ostro kritiziral in zapiski o tem so se ohranili do danes.
Prva Händlova opera Almira je bila uprizorjena 8. januarja 1705 in je doživela velik uspeh. Čez nekaj tednov je skladatelj želel očarati občinstvo z naslednjo opero Nero, ki pa ni bila dobro sprejeta. Händel je pač delal po takrat običajnih metodah, ki so bile v navadi v Hamburgu. Besedila so bila mešanica nemščine in italijanščine, glasba pa je bila narejena po eklektični metodi. Veliko tem iz teh oper odseva skladateljeva kasnejša velika dela. Händel je v Hamburgu skomponiral še dve ne preveč uspešni deli: Dafne in Florinda. Počasi pa se je odpravil po Evropi in najprej našel mecena v Gianu Gastonu de' Medici. V Italijo se je preselil spomladi 1706.

### Italijansko obdobje
V Italiji je ostal tri leta. Zadrževal se je v Firencah, Rimu, Neaplju in Benetkah. Prav veliko znanega pa o tem delu skladateljevega življenja ni. Znane so posamezne anekdote, ki jih razberemo iz biografij znanih italijanskih baročnih glasbenikov in pomembnih osebnosti. Tako izvemo, da se je srečeval s Corellijem in Lottijem in obema Scarlattijema (Alessandro Scarlatti in Domenico Scarlatti). Postal je znan pod vzdevkom Sas. Domenico Scarlatti ga je nekoč poslušal, ne da bi vedel kdo igra. Händel je v neki cerkvi improviziral na orgle. Scarlatti je izjavil, da to »zanesljivo izvaja Sas, ali pa sam hudič«. Ob drugi priložnosti je v glasbeni druščini Corelli na violino izvajal Händlovo uverturo k Triumfu časa in resnice. Händel ga je nekaj časa poslušal, nato pa mu je violino iztrgal iz rok in rekel: »To se igra takole!« In odigral pasažo. Nato se je Corelli opravičil: »Ta muzika, moj ljubi Sas ima francoski priokus in jaz se na to ne razumem«.
V Italiji je Händel skoponiral dve operi: Rodrigo, spomladi 1707 v Firencah in Agripino 1709 v Benetkah. Uverturo iz zadnje je čez 44 let uporabil za oratorij Jefta. V Rimu, kjer je tedanji papež Klemen XI. prepovedal opere, je zložil dva oratorija. La Resurrezione (1708) in alegorijo Il Trionfo del Tiempo e del Disinganno, leta 1707. To delo je čez 46 let predelal in je pravzaprav njegovo zadnje delo v celoti (Zmagoslavje časa in resnice). Poleg velikih del je v Italiji zložil še Aci, Galatea e Polifemo (Neapelj, 1708), zborovska dela (Dixit Dominus) in solo kantate. S temi deli si je v Italiji pridobil in utrdil veliko slavo. Leta 1709 je sprejel ponudbo kneza Georga Ludwiga von Hannover, da bi se zaposlil pri njem. Dogovor je vseboval tudi daljša obdobja brez zadolžitev. Prosti čas je mojster izkoristil za obisk Londona. Tja je prišel kot izrazit skladatelj italijanske opere. Debitiral je 24. februarja 1711 z opero Rinaldo. Obveznosti so ga peljale nazaj v Hannover, kjer je skomponiral niz vokalnih duetov za princeso Carolino, knezovo snaho in kasnejšo britansko kraljico.

### Prva leta v Londonu
V oktobru 1712 se je Händel vrnil v London. Tam je ostal do konca življenja. Prva leta je preživel pri grofu Burlingtonu v bližini Londona. Glavna skladateljeva dela tega obdobja sta bili dve italijanski operi in Utrecht te deum, ki je bil napisan za kraljico Ano, za kar mu je ta namenila dosmrtno rento 200 funtov.
Ker je skladatelj svojo odsotnost s Hannovrskega dvora preveč razvlekel, ga je na to knez pisno opomnil. V septembru 1714 je Hannovrski knez postal angleški kralj Jurij I. Zanj je Händel takoj zložil čudovito delo Wassermusik (Glasba na vodi). Kralj mu je zaradi tega podvojil dohodek. Postal je še princesin glasbeni učitelj in tako pridobil še 200 funtov rente. Ko je leta 1716 s kraljem odšel na obisk v Nemčijo, je za to priložnost zložil pasijon v nemškem jeziku, kar je bilo njegovo zadnje delo na besedilo v materinščini. 
Po vrnitvi je pri grofu Carnavon (kasneje vojvoda Chandos) izvajal mnoge koncerte. Acis in Galatea, Esther, 12 Chandos anthems; dela za čembalo, ki so poznana pod imenom Harmonični kovač.

### Razcvet opere
Tesnejše sodelovanje z vojvodo Chandosom se je končalo ob novem letu 1719. Händel se je pripravljal na nov izziv z ustanavljanjem Royal Academy of Music. Postal je njen glasbeni direktor. V tem času je tudi špekuliral pri South Sea Company, kjer je investiral 10.000 funtov. Za novačenje pevskega ansambla se je podal na kontinent in večino pevcev pridobil v Dresdnu. Uspelo mu je angažirati celo popularnega kastrata Senesina, ki je bil pripravljen sodelovati s Händlovo Akademijo v sezoni 1720–1721. Premiera zelo uspešne opere Radamisto je bila 27. aprila 1720. Poleg Händla so v Akademiji sodelovali tudi drugi glasbeniki, kot na primer Giovanni Battista Bononcini in Attilo Ariosti. Nastala sta dva tabora, ki sta si sovražno stala nasproti, kot politični stranki. Najprej se je tehtnica nagibala na stran Bononcinijevih privržencev, kasneje pa je prevladal Händel s svojimi tehtnimi deli: Julij Cezar, Tamerlano in Rodelinda. V najboljšem obdobju se je akademija finančno pokrivala sama s svojim delom in je bila občasno celo donosna. Voditelji ustanove s Händlom na čelu so iskali možnosti, da bi angažirali še več pevskih zvezd. V januarju 1723 jim je uspelo pritegniti Francesco Cuzzoni, v maju 1726 pa Faustino Bordoni. Takšna kadrovska politika pa je predstavljala veliko breme, saj je Akademijo samo Cuzzonijeva stala 2500 funtov na sezono. Spremenil se je tudi okus publike, ki je bila vedno bolj naklonjena delom v angleškem jeziku. Tipičen primer je bila z burnim uspehom sprejeta Beraška opera v letu 1728.

### Zaton opere
Angleško državljanstvo je pridobil 13. februarja 1726. V tem času je glasbena akademija propadla. Takoj pa je z J. J. Heideggerjem začel nov projekt, ustanovila sta nov ansambel za novo opero. Mojster se je v Italijo odpravil v jeseni 1728 iskat pevce. Angažiral je Antonia Bernacchia. Ob povratku je napravil še manjši ovinek in poleti 1729 obiskal svojo mater v Halleju, ter stare znance v Hannovru in Hamburgu. Novo operno delo Lotario je predstavil 2. decembra 1729. Kot posebna atrakcija pa je nastopil Senesino. V Londonu se je pojavila še ena konkurenčna operna hiša z Nicolo Porporom kot skladateljem in Händlu odvzela velik del občinstva. Händel pa se je že začel zanimati za drugo glasbeno obliko, to je bil oratorij na angleška besedila iz Stare zaveze.
V sezoni 1732–1733 je zložil oratorij Debora, kasneje še opero Atalija, kjer je prvič uporabil dva zbora. Naslednje obdobje je bilo verjetno najtežje v skladateljevem življenju. Kljub izjemni delavnosti, v nizu je zložil opere Ariodante, Alcina, Orlando, je operna akademija leta 1737 dokončno propadla. Mojster je doživel hud udarec in sodobniki poročajo, da je delno ohromel, kar kaže na možgansko kap. Verjetni vzrok je bila preobremenjenost. Händel je odšel na zdravljenje v Aachen, kjer si je hitro opomogel in prišel nazaj v staro formo za komponiranje.

### Čas oratorija
Svoje velike uspehe je Händel začel s Savlom in Izraelom v Egiptu. Največkrat izvajano delo Mesija je predstavil 13. aprila 1742 v Dublinu. O tej premieri in naslednjih ponovitvah kroži anekdota, da so prireditelji prosili moške (opomba na plakatih), naj pustijo sablje doma, da bi tako lahko več poslušalcev vstopilo v dvorano. Koncerte so namreč poslušali stoje in orožje se ni smelo dotikati drugih.
Na področju oratorija je bil Händel brez konkurence. Pod vplivom vstaje jakobitov 1745 je zložil junaški oratorij Juda Makabejec, ki je doživel velik uspeh. 1751 so se pri skladatelju pojavile prve težave z vidom. Med komponiranjem oratorija Jefta mu je pri pisanju že pomagal asistent. Händel se je v maju 1752 odločil za operacijo oči. Operacija je uspela. Do konca življenja je nadziral izvajanje svojih del, predeloval orgelska dela, posamezne arije ter popolnoma prenovil delo iz italijanskega obdobja The Triumph. Še en teden pred smrtjo je vodil izvedbo oratorija Mesija. Umrl je 14. aprila 1759. Pokopan je v Westminstrski opatiji.

## Glasbena dela
Händlova dela so klasificirana v več številčnih razvrstitvah:
- HWV: Verzeichnis der Werke Georg Friedrich Händels, klasifikacija Bernda Baselta
- HG: G. F. Händels Werke: Ausgabe der Deutschen Händelgesellschaft (uredil F. W. Chrysander)
- HHA: Hallische Händel-Ausgabe
- CB: Händlov tematsko-kronološki katalog (uredil A. Craig Bell)

### Händlov orkester
Za interprete Händlovih oper in oratorijev so zapiski o velikosti posameznih skupin v orkestrih pod Händlovo taktirko in pa o tem, kako so se njegova dela sploh igrala, velikega pomena. Iz Italije, kjer Händel v hiši Ruspoli ni imel nobenega vpliva na sestavo orkestra, vemo zasedbo za La Resurrezione:
2 trobenti, 4 oboe, 23 violin (pod vodstvom koncertnega mojstra Corellija), 4 viole, 6 čelov in 6 kontrabasov. Ostale navedbe so uganka, govora je o še o eni majhni bas violini (lahko da gre za Violo da gamba, kot jo zahtevala partitura) in eno pozavno. Flavte niso omenjene, vendar jih, kot je bil običaj, igrajo oboisti.
Sestava Londonskega opernega orkestra je bila pa v celoti v Händlovih rokah. Protokol vojvode Portlanda iz leta 1720 našteva naslednjih 34 glasbenikov: 1 trobenta, 4 oboe, 3 fagoti, 17 violin, 2 violi, 4 čeli, 2 kontrabasa, 1 teorba. 
1727 omenja skladatelj na berlinskem dvoru Johann Joachim Quantz, ki se je tedaj zadrževal v Londonu, da so v orkestru »predvsem Nemci, poleg nekaj Italijanov in nekaj Angležev... Castrucci, italijanski violinist, je vodja«. 
Leta 1728 Francoz Fourgeroux v svojem poročilu o potovanju v Anglijo navaja za izvedbo opere v King’s Theatre King naslednjo zasedbo: 24 violin in viol (na prvem pultu brata Castrucci), 3 violončeli, 2 kontrabasa, 1 lutnja, 2 čembala. Kar se pihal tiče, je samo omenil, da so občasno nastopile tudi flavte in trobente. Oboe in fagote je popolnoma pozabil. Igranje akordov med recitativov se mu je zdelo smešno, gotovo mu od doma to ni bilo znano. Poročal je tudi, da so pri tem igrali samo en čelo, oba čembala in lutnja.
Pred premiero Orlanda poroča leta 1733 Sir John Clark Penicuick, da ga je število instrumentalnih virtuozov presenetilo, našteje dve oboi, 4 fagote, več kot 24 violin, 4 violončele, 2 veliki violi da gamba (kontrabasa), 2 čembala in teorbo. Pritožuje se nad orkestrom, ki je bil sem in tja tako glasen, da je preglasil vokaliste. V času 1733–1745 je bilo Francisco Caporale solo čelist v Händlovem orkestru. Igral je violončelo s petimi strunami in v tem obdobju mnogi od Händlovih solov za violončelo prilagojeni temu instrumentu.
Zadnji dostopni notni material je za izvedbe Mesije za čas okoli leta 1750: 4 oboe, 4 fagoti, 2 roga, 2 trobenti, pavke, 14 violin (8 „prvih“ in 6 „drugih“), 6 viol, 3 čeli in 2 kontrabasa.

## Opus (izbor)

### Opere
| HWV    | Ime                                                                       | Praizvedba        | Kraj                                                     | Libreto                                                                     | Pripomba                                                               |
| ------ | ------------------------------------------------------------------------- | ----------------- | -------------------------------------------------------- | --------------------------------------------------------------------------- | ---------------------------------------------------------------------- |
| 1      | Der in Kronen erlangte Glückswechsel, oder: Almira, Königin von Kastilien | 8. Januar 1705    | Oper am Gänsemarkt, Hamburg                              | F. C. Feustking, po G. Pancieri                                             |                                                                        |
| 2      | Die durch Blut und Mord erlangte Liebe, oder: Nero                        | 25. Februar 1705  | Oper am Gänsemarkt, Hamburg                              | F. C. Feustking                                                             | Glasba izgubljena                                                      |
| 3      | Der beglückte Florindo                                                    | Januar 1708       | Oper am Gänsemarkt, Hamburg                              | H. Hinsch                                                                   | Glasba izgubljena                                                      |
| 4      | Die verwandelte Daphne                                                    | Februar 1708      | Oper am Gänsemarkt, Hamburg                              | H. Hinsch                                                                   | Glasba izgubljena                                                      |
| 5      | Vincer se stesso è la maggior vittoria (“Rodrigo”)                        | Herbst 1707       | Firence                                                  | po F. Silvani: Il duello d'amore e di vendetta                              |                                                                        |
| 6      | Agrippina                                                                 | 26. December 1709 | Teatro San Giovanni Grisostomo, Benetke                  | V. Grimani                                                                  |                                                                        |
| 7a/b   | Rinaldo                                                                   | 24. Februar 1711  | Queen’s Theatre, Haymarket, London                       | G. Rossi, po A. Hill, po T. Tasso: La Gerusalemme Liberata                  |                                                                        |
| 8a/b/c | Il Pastor fido                                                            | 22. November 1712 | Queen’s Theatre, Haymarket, London                       | G. Rossi, po G. B. Guarini                                                  |                                                                        |
| 9      | Teseo                                                                     | 10. Januar 1713   | Queen’s Theatre, Haymarket, London                       | N. F. Haym, po P. Quinault: Thésée                                          |                                                                        |
| 10     | Lucio Cornelio Silla                                                      | 2. Junij 1713?    | Burlington House oder Queen’s Theatre, Haymarket, London | G. Rossi                                                                    |                                                                        |
| 11     | Amadigi di Gaula                                                          | 25. Maj 1715      | King’s Theatre, Haymarket, London                        | N. F. Haym, po A. H. de la Motte: Amadis de Grèce                           |                                                                        |
| 12a/b  | Radamisto                                                                 | 27. April 1720    | King’s Theatre, Haymarket, London                        | N. F. Haym, po D. Lalli: L'amor tirannico, o Zenobia                        |                                                                        |
| 13     | Il Muzio Scevola                                                          | 15. April 1721    | King’s Theatre, Haymarket, London                        | P. A. Rolli, po S. Stampiglia                                               | samo 3.dejanje je delo Händla (1. Akt: F.Amadei; 2. Akt: G. Bononcini) |
| 14     | Il Floridante                                                             | 9. December 1721  | King’s Theatre, Haymarket, London                        | P. A. Rolli, po F. Silvani: La costanza in trionfo                          |                                                                        |
| 15     | Ottone, Re di Germania                                                    | 12. Januar 1723   | King’s Theatre, Haymarket, London                        | N. F. Haym, po S. B. Pallavicino: Teofane                                   |                                                                        |
| 16     | Flavio, Re de’ Longobardi                                                 | 14. Maj 1723      | King’s Theatre, Haymarket, London                        | N. F. Haym, po M. Noris: Flavio Cuniberto                                   |                                                                        |
| 17     | Giulio Cesare in Egitto                                                   | 20. Februar 1724  | King’s Theatre, Haymarket, London                        | N. F. Haym, po G. F. Bussani                                                |                                                                        |
| 18     | Tamerlano                                                                 | 31. Oktober 1724  | King’s Theatre, Haymarket, London                        | N. F. Haym, po A. Piovene: Tamerlano & Il Bajazete, po N. Pradon: Tamerlan  |                                                                        |
| 19     | Rodelinda, Regina de’ Langobardi                                          | 13. Februar 1725  | King’s Theatre, Haymarket, London                        | N. F. Haym, po A. Salvi, po P. Corneille: Pertharite                        |                                                                        |
| 20     | Publio Cornelio Scipione                                                  | 12. Marec 1726    | King’s Theatre, Haymarket, London                        | P. A. Rolli, po A. Salvi                                                    |                                                                        |
| 21     | Alessandro                                                                | 5. Maj 1726       | King’s Theatre, Haymarket, London                        | P. A. Rolli, po O. Mauro: La superbia d'Alessandro                          |                                                                        |
| 22     | Admeto, Re di Tessaglia                                                   | 31. Januar 1727   | King’s Theatre, Haymarket, London                        | O. Mauro, po A. Aureli: L'Antigona delusa da Alceste                        |                                                                        |
| 23     | Riccardo I., Re d’Inghilterra                                             | 11. November 1727 | King’s Theatre, Haymarket, London                        | P. A. Rolli, po F. Briani: Isacio tiranno                                   |                                                                        |
| 24     | Siroe, Re di Persia                                                       | 17. Februar 1728  | King’s Theatre, Haymarket, London                        | N. F. Haym, po Pietro Metastasio                                            |                                                                        |
| 25     | Tolomeo, Re di Egitto                                                     | 30. April 1728    | King’s Theatre, Haymarket, London                        | N. F. Haym, po C. S. Capece: Tolomeo e Alessandro                           |                                                                        |
| 26     | Lotario                                                                   | 2. December 1729  | King’s Theatre, Haymarket, London                        | G. Rossi, po A. Salvi: Adelaide                                             |                                                                        |
| 27     | Partenope                                                                 | 24. Februar 1730  | King’s Theatre, Haymarket, London                        | po S. Stampiglia                                                            |                                                                        |
| 28     | Poro, Re dell’Indie                                                       | 2. Februar 1731   | King’s Theatre, Haymarket, London                        | po Pietro Metastasio: Alessandro nell’Indie                                 |                                                                        |
| 29     | Ezio                                                                      | 15. Januar 1732   | King’s Theatre, Haymarket, London                        | po Pietro Metastasio                                                        |                                                                        |
| 30     | Sosarme, Re di Media                                                      | 15. Februar 1732  | King’s Theatre, Haymarket, London                        | po A. Salvi: Dionisio, Rè di Portogallo                                     |                                                                        |
| 31     | Orlando                                                                   | 27. Januar 1733   | King’s Theatre, Haymarket, London                        | po C. S. Capece, po L. Ariosto: Orlando furioso                             |                                                                        |
| 32     | Arianna in Creta                                                          | 26. Januar 1734   | King’s Theatre, Haymarket, London                        | Libretto: po P. Pariati: Arianna e Teseo                                    |                                                                        |
| A11    | Oreste (Pasticcio)                                                        | 18. December 1734 | Theatre Royal, Covent Garden, London                     | G. Rossi, po G. B. Guarini                                                  |                                                                        |
| 33     | Ariodante                                                                 | 8. Januar 1735    | Theatre Royal, Covent Garden, London                     | po A. Salvi: Ginevra, Principessa di Scozia, po L. Ariosto: Orlando furioso |                                                                        |
| 34     | Alcina                                                                    | 16. April 1735    | Theatre Royal, Covent Garden, London                     | po A. Fanzaglia: L'isola di Alcina, po L. Ariosto: Orlando furioso          |                                                                        |
| 35     | Atalanta                                                                  | 12. Maj 1736      | Theatre Royal, Covent Garden, London                     | po B. Valeriano: La caccia in Etolia                                        |                                                                        |
| 36     | Arminio                                                                   | 12. Januar 1737   | Theatre Royal, Covent Garden, London                     | po A. Salvi                                                                 |                                                                        |
| 37     | Giustino                                                                  | 16. Februar 1737  | Theatre Royal, Covent Garden, London                     | po N. Beregani und P. Pariati                                               |                                                                        |
| 38     | Berenice, Regina d’Egitto                                                 | 18. Maj 1737      | Theatre Royal, Covent Garden, London                     | po A. Salvi                                                                 |                                                                        |
| 39     | Faramondo                                                                 | 3. Januar 1738    | King’s Theatre, Haymarket, London                        | po A. Zeno                                                                  |                                                                        |
| 40     | Serse (deutscher Titel: Xerxes)                                           | 15. April 1738    | King’s Theatre, Haymarket, London                        | po N. Minato und S. Stampiglia                                              |                                                                        |
| A 14   | Giove in Argo (Pasticcio)                                                 | 1. Maj 1739       | King’s Theatre, Haymarket, London                        | po A. M. Lucchini                                                           |                                                                        |
| 41     | Imeneo                                                                    | 22. November 1740 | Theatre Royal, Lincoln’s Inn Fields, London              | po S. Stampiglia                                                            |                                                                        |
| 42     | Deidamia                                                                  | 10. Januar 1741   | Theatre Royal, Lincoln’s Inn Fields, London              | P. A. Rolli                                                                 |                                                                        |

### Oratoriji
| HWV   | Ime                                                                         | Praizvedba                 | Kraj                                                            |
| ----- | --------------------------------------------------------------------------- | -------------------------- | --------------------------------------------------------------- |
| 46a/b | Il trionfo del Tempo e del Disinganno / Il trionfo del Tempo e della Verità | Junij 1707/ 23. Marec 1737 | Collegio Clementino, Rom / Theatre Royal, Covent Garden, London |
| 47    | La Resurrezione                                                             | 8. April 1708              | Palazzo Bonelli, Rom                                            |
| 48    | Der für die Sünde der Welt gemarterte und sterbende Jesus (Brockes-Passion) | 3. April 1719              | Domkirche, Hamburg                                              |
| 50a/b | Esther (Haman and Mordecai)                                                 | verjetno 23. August 1720   | Residenz Cannons bei London                                     |
| 51    | Deborah                                                                     | 21. Februar 1733           | King’s Theatre, Haymarket, London                               |
| 52    | Athalia                                                                     | 10. Julij 1733             | Sheldonian Theatre, Oxford                                      |
| 53    | Saul                                                                        | 16. Januar 1739            | King’s Theatre, Haymarket, London                               |
| 54    | Israel in Egypt (Exodus)                                                    | 4. April 1739              | King’s Theatre, Haymarket, London                               |
| 55    | L’Allegro, il Penseroso ed il Moderato                                      | 27. Februar 1740           | Theatre Royal, Lincoln’s Inn Fields, London                     |
| 56    | The Messiah                                                                 | 13. April 1742             | New Music Hall, Dublin                                          |
| 57    | Samson                                                                      | 18. Februar 1743           | Theatre Royal, Covent Garden, London                            |
| 58    | Semele                                                                      | 10. Februar 1744           | Theatre Royal, Covent Garden, London                            |
| 59    | Joseph and his Brethren                                                     | 2. Marec 1744              | Theatre Royal, Covent Garden, London                            |
| 60    | Hercules                                                                    | 5. Januar 1745             | King’s Theatre, Haymarket, London                               |
| 61    | Belshazzar                                                                  | 27. Marec 1745             | King’s Theatre, Haymarket, London                               |
| 62    | An Occasional Oratorio                                                      | 14. Februar 1746           | Theatre Royal, Covent Garden, London                            |
| 63    | Judas Maccabaeus                                                            | 1. April 1747              | Theatre Royal, Covent Garden, London                            |
| 64    | Joshua                                                                      | 9. Marec 1748              | Theatre Royal, Covent Garden, London                            |
| 65    | Alexander Balus                                                             | 23. Marec 1748             | Theatre Royal, Covent Garden, London                            |
| 66    | Susanna                                                                     | 10. Februar 1749           | Theatre Royal, Covent Garden, London                            |
| 67    | Solomon                                                                     | 17. Marec 1749             | Theatre Royal, Covent Garden, London                            |
| 68    | Theodora                                                                    | 16. Marec 1750             | Theatre Royal, Covent Garden, London                            |
| 69    | The Choice of Hercules                                                      | 1. Marec 1751              | Theatre Royal, Covent Garden, London                            |
| 70    | Jephtha                                                                     | 26. Februar 1752           | Theatre Royal, Covent Garden, London                            |
| 71    | The Triumph of Time and Truth                                               | 11. Marec 1757             | Theatre Royal, Covent Garden, London                            |

### Serenade, Ode in Maske (izbor)
| HWV   | Ime                                      | Praizvedba        | Kraj                                        |
| ----- | ---------------------------------------- | ----------------- | ------------------------------------------- |
| 49a/b | Acis and Galatea                         | Poleti 1718       | Residenca Cannons pri Londonu               |
| 72    | Aci, Galatea e Polifemo                  | 19. Juli 1708     | Neapelj                                     |
| 73    | Il Parnasso in Festa                     | 13. Marec 1734    | King’s Theatre, Haymarket, London           |
| 74    | Ode for the Birthday of Queen Anne       | 6. Februar 1713   | Königshof in London                         |
| 75    | Alexander’s Feast or The Power of Musick | 19. Februar 1736  | King’s Theatre, Haymarket, London           |
| 76    | Ode for St. Cecilia’s Day                | 22. November 1739 | Theatre Royal, Lincoln’s Inn Fields, London |

### „Te Deum" – uglasbitve
| HWV | Ime                | Praizvedba                  | Kraj                                          |
| --- | ------------------ | --------------------------- | --------------------------------------------- |
| 278 | Utrechter Te Deum  | 7. Julij 1713               | St Paul’s Cathedral in London                 |
| 279 | Utrechter Jubilate | 7. Julij 1713               | St Paul’s Cathedral in London                 |
| 280 | Caroline Te Deum   | verjetno 26. September 1714 | Kraljeva kapela, St. James’s Palace in London |
| 281 | Chandos Te Deum    | 1717/1718                   | St. Lawrence’s Church, Cannons                |
| 282 | Te Deum in A-Dur   | verjetno 16. Januar 1726    | Kraljeva kapela, St. James’s Palace in London |
| 283 | Dettinger Te Deum  | 27. November 1743           | Kraljeva kapela, St. James’s Palace in London |

### Instrumentalna glasba
- Šest orgelskih koncertov št. 1–6 op. 4 (HWV 289–294)
- Šest orgelskih koncertov št. 7–12 op. 7 (HWV 306–311)
- Štirje orgelski koncerti št. 13–16 (HWV 295, 296a, 304, 305a)
- Šest Concerti grossi op. 3 (HWV 312–317)
- Dvanajst Concerti grossi op. 6 (HWV 319–330)
- Trije Concerti a due cori (HWV 332–334)
- Water Music (vodna glasba, HWV 348–350)
- Music for the Royal Fireworks (glasba za kraljevski ognjemet, HWV 351)
- Šest posamezno ohranjenih instrumentalnih del  (HWV 318 Alexanderfest-Konzert, HWV 336, 337, 338, 404 und 424)